# Marianne Nentwich
Marianne Nentwich (* 22. Juli 1942 in Wien) ist eine österreichische Schauspielerin und Hörspielsprecherin.

## Leben
Während ihrer Schauspielausbildung am Prayner Konservatorium war sie schon nach ihrer Matura ab 1960 beim ORF als Sekretärin und auch als Fernsehansagerin tätig. Seit 1965 ist Nentwich ständiges Mitglied des Theaters in der Josefstadt. Gastauftritte hatte sie unter anderem in Berlin, Hannover, München, New York und bei den Jedermann – Aufführungen der Salzburger Festspiele. Seit vielen Jahren ist sie fast jeden Sommer bei den Festspielen Reichenau engagiert. Der breiteren Öffentlichkeit wurde Nentwich vor allem durch die Fernsehserien Ringstraßenpalais und Schlosshotel Orth bekannt. Außerdem war sie in mehreren Fernsehkrimis der Reihen Tatort und Der Alte zu sehen. Zur Kammerschauspielerin wurde sie 1988 ernannt.
Mit Marianne Nentwich stünde „ein Wesen, eine Fee, ein überirdisches Mädchen auf der Bühne“, schwärmte Otto Schenk in seiner Laudatio anlässlich der Verleihung des Goldenen Ehrenzeichens für Verdienste um das Land Wien. Sie war sein Star, seine wichtigste Schauspielerin im Theater in der Josefstadt, jede Probe mit ihr war eine Freude. „Leben und Theater war für Marianne Nentwich ein übergeordnetes Etwas, das sich vermischt hat.“
2014 wurde sie anlässlich ihres 50-jährigen Bühnenjubiläums zur Doyenne des Theaters in der Josefstadt ernannt.
Ab September 2016 spielte sie die Uralte Jungfrau in der Uraufführung von Ödön von Horváths Niemand in der Regie von Herbert Föttinger am Wiener Theater in der Josefstadt.
Marianne Nentwich wohnt seit Jahrzehnten in Ober-St.-Veit im 13. Wiener Gemeindebezirk. Sie ist mit einem Arzt verheiratet und hat zwei erwachsene Töchter.

## Auszeichnungen
- 1976 Goldener Rathausmann der Stadt Wien
- 2003 Goldenes Ehrenzeichen für Verdienste um das Land Wien
- 2014 Doyenne des Theaters in der Josefstadt, anlässlich ihres 50-jährigen Bühnenjubiläums

## Filmografie (Auswahl)
- 1969: Liebelei von Arthur Schnitzler, Regie: Heinrich Schnitzler, Aufzeichnung aus dem Theater in der Josefstadt
- 1972–2020: Tatort (Fernsehreihe)
  - 1972: Münchner Kindl
  - 1981: Slalom
  - 2020: Krank
- 1973: Ein junger Mann aus dem Innviertel (Dokumentarspielfilm; Rolle der Stefanie)
- 1974: Fräulein Else (TV)
- 1976: Der junge Freud (TV)
- 1978: Wiener Kongreß (TV)
- 1978: Kottan ermittelt (TV)
- 1980: Der Bockerer
- 1981: Der lebende Leichnam (TV)
- 1981: Ringstraßenpalais (TV)
- 1987: Der Alte – Folge 122: Der Stichtag
- 1988: Der Alte – Folge 127: Eiskalt geplant
- 1988: Die Schwarzwaldklinik (TV)
- 1989: Die Männer vom K3 – Folge 5: Der Mann im Dunkeln
- 1996: Mein Opa und die 13 Stühle
- 1996: Der Bockerer II – Österreich ist frei
- 1996: Alte Liebe – Neues Glück (Hofrat Geiger) (TV)
- 1997: Ein Herz wird wieder jung
- 1996–2003: Schlosshotel Orth (TV)
- 1999: Sonny Boys von Neil Simon, Regie: Gernot Friedel, Aufzeichnung aus den Wiener Kammerspielen
- 1999: Der Bockerer III – Die Brücke von Andau
- 2000: Probieren Sie’s mit einem Jüngeren (Fernsehfilm)
- 2003: Der Bockerer IV – Prager Frühling
- 2013: Die Bergretter – Filmriss
- 2019: Wie ich lernte, bei mir selbst Kind zu sein

## Hörspiele (Auswahl)
- 1966: Juliane Windhager: Bahnhof ohne Namen (Elisabeth) – Bearbeitung und Regie: Ernst Schönwiese (Hörspielbearbeitung – ORF Wien/HR)
- 1967: Ernst Schnabel: Anne Frank – Spur eines Kindes (Anne Frank) – Regie: Herbert Fuchs (Original-Hörspiel, Dokumentarhörspiel – ORF Wien)
- 1969: Aleksandar Obrenović: Das Mädchen auf dem Dach – Regie: Ernst Wolfram Marboe (Hörspiel – ORF Burgenland)
- 1970: Josef Martin Bauer: Reise in die Steiermark (Irmi Steinbeiss) – Regie: Friedrich Langer (Originalhörspiel, Mundarthörspiel – ORF Wien)
- 1976: Renate Wagner: Ich lebe um zu schreiben – Regie: Ferry Bauer (Hörspiel – ORF Oberösterreich)
- 1978: Alexander Solschenizyn: Kerze im Wind – Regie: Ferry Bauer (Hörspiel – ORF Oberösterreich)
- 1979: Alexander Ostrowski: Eine Dummheit macht auch der Gescheiteste (Maschenka, Sonja Turussinias Nichte)  – Regie: Herbert Fuchs (Hörspielbearbeitung – ORF Wien)
- 1981: Guy de Maupassant: Hautot, Vater und Sohn Mamsell Donat – Regie: Götz Fritsch (Hörspielbearbeitung – ORF Wien)
- 1989: Peter Turrini: Der tollste Tag – Regie: Götz Fritsch (Hörspielbearbeitung – BR/ORF Wien)
- 2005: Hanno Millesi: Tondokument (Dame) – Regie: Götz Fritsch (Originalhörspiel – ORF)

Quelle: Ö1-Hörspieldatenbank